# Las claves del siglo XXI
Las claves del siglo XXI fue un programa de televisión de actualidad y debate político. El programa estuvo producido por RTVE y dirigido por el periodista Javier Ruiz.

## Formato
Cada semana, trataba dos temas en profundidad con una mesa de expertos y reconocidos especialistas en los asuntos que se abordaban, «profesionales que saben de lo que hablan y que hablan de lo que saben». El programa acompañaba cada tema de reportajes para ilustrar y contextualizar, aportaba información antes de analizarla con los especialistas. Había conexiones en directo con redactores y corresponsales. Con su tono didáctico, Javier Ruiz explicaba los datos sobre cada tema en las pantallas gigantes del plató. Como objetivo aportaba a los espectadores toda la información y la opinión fundamentada para que pudieran llegar a sus propias conclusiones y formaran su propia opinión.

## Equipo

### Presentador
| Presentador | Profesión   | Duración  | Temporadas |
| ----------- | ----------- | --------- | ---------- |
| Javier Ruiz | Presentador | 2022-2022 | 1          |

### Temporada 1 (2022)
| 1  | 21/01/2022 | 710 000 (5,5%) |
| 2  | 28/01/2022 | 623 000 (4,8%) |
| 3  | 04/02/2022 | 533 000 (4,1%) |
| 4  | 11/02/2022 | 451 000 (3,5%) |
| 5  | 18/02/2022 | 726 000 (5,7%) |
| 6  | 25/02/2022 | 856 000 (6,8%) |
| 7  | 04/03/2022 | 752 000 (5,8%) |
| 8  | 11/03/2022 | 655 000 (5,3%) |
| 9  | 18/03/2022 | 634 000 (5,0%) |
| 10 | 25/03/2022 | 683 000 (5,4%) |
| 11 | 01/04/2022 | 516 000 (4,0%) |
| 12 | 08/04/2022 | 519 000 (4,3%) |
| 13 | 22/04/2022 | 552 000 (4,5%) |
| 14 | 29/04/2022 | 514 000 (4,0%) |
| 15 | 06/05/2022 | 450 000 (3,6%) |
| 16 | 13/05/2022 | 417 000 (3,5%) |
| 17 | 20/05/2022 | 523 000 (4,6%) |
| 18 | 27/05/2022 | 533 000 (4,6%) |
| 19 | 03/06/2022 | 513 000 (4,5%) |
| 20 | 10/06/2022 | 512 000 (4,8%) |
| 21 | 17/06/2022 | 482 000 (4,5%) |

## Audiencias

### Ls claves delsigloXXI: Temporadas
| Edición                                     | Fecha | Cadena | Programas | Audiencia      |
| ------------------------------------------- | ----- | ------ | --------- | -------------- |
| Las claves del siglo XXI: Primera temporada | 2022  | La1    | 21        | 579 000 (4,7%) |